# Vice primo ministro dell'Albania
Il vice primo ministro dell'Albania (in albanese: Zëvendëskryeministri i Shqipërise), designato ufficialmente vice primo ministro della Repubblica d'Albania (in albanese: Zëvendëskryeministri i Republikës së Shqipërisë), è il vice capo del governo albanese. In assenza del Primo ministro albanese, il Vice primo ministro assume le sue funzioni, come la presidenza del Gabinetto dell'Albania e il Consiglio dei ministri dell'Albania. L'Ufficio costituisce il secondo ministro senior del gabinetto e governo nel sistema parlamentare nella Repubblica d'Albania.
Sebbene l'Albania abbia sempre avuto un Vice primo ministro sin dalla sua indipendenza nel 1912, un Primo ministro può scegliere di non nominare un Vice primo ministro. A partire dalla Costituzione dell'Albania, il Presidente nomina il Vice primo ministro e giura prima delle funzioni iniziali di fronte al Presidente Il Vice primo ministro può assumere la posizione di Primo ministro ad interim, quando il Primo ministro è temporaneamente assente o incapace di esercitare il proprio potere esecutivo. Al Vice primo ministro viene spesso chiesto di succedere al mandato del Primo ministro, a seguito della morte improvvisa del Presidente del Consiglio o di dimissioni impreviste. Tuttavia, ciò non è necessariamente richiesto dalla Costituzione della nazione.

## Elenco
| Ministro                                              | Ministro                                | Ministro                                | Partito                                 | Primo Ministro | Mandato                          | Mandato                          |
| Ministro                                              | Ministro                                | Ministro                                | Partito                                 | Primo Ministro | Inizio                           | Fine                             |
| Albania indipendente (1912-1914)                      | Albania indipendente (1912-1914)        | Albania indipendente (1912-1914)        | Albania indipendente (1912-1914)        | Albania indipendente (1912-1914) | Albania indipendente (1912-1914) | Albania indipendente (1912-1914) |
| ----------------------------------------------------- | --------------------------------------- | --------------------------------------- | --------------------------------------- | --- | -------------------------------- | -------------------------------- |
|                                                       |                                         | Nikoll Kaçorri (1862-1917)              | Indipendente                            | Qemali | 4 dicembre 1912                  | 30 marzo 1913                    |
| vacante                                               | vacante                                 | vacante                                 | vacante                                 | Qemali | 30 marzo 1913                    | 25 dicembre 1913                 |
|                                                       |                                         | Prênk Bibë Doda (1860-1919)             | Indipendente                            | Qemali | 25 dicembre 1913                 | 22 gennaio 1914                  |
| Commissione Internazionale di Controllo               | Commissione Internazionale di Controllo | Commissione Internazionale di Controllo | Commissione Internazionale di Controllo | Commissione Internazionale di Controllo | 22 gennaio 1914                  | 14 marzo 1914                    |
| Principato d'Albania (1914-1925)                      |                                         |                                         |                                         | |                                  |                                  |
| vacante                                               | vacante                                 | vacante                                 | vacante                                 | Përmeti I Përmeti II Toptani | 15 marzo 1914                    | 27 gennaio 1916                  |
| Occupazione austro-ungarica/italiana                  | Occupazione austro-ungarica/italiana    | Occupazione austro-ungarica/italiana    | Occupazione austro-ungarica/italiana    | Occupazione austro-ungarica/italiana | febbraio 1916                    | novembre 1918                    |
|                                                       |                                         | Prênk Bibë Doda (1860-1919)             | Indipendente                            | Përmeti III | 25 dicembre 1918                 | 29 gennaio 1920                  |
|                                                       |                                         | Eshref Frashëri (1874-1938)             | Indipendente                            | Delvina | 30 gennaio 1920                  | 14 novembre 1920                 |
| vacante                                               | vacante                                 | vacante                                 | vacante                                 | Vrioni I Vrioni II Evangjeli I Koculi Prishtina Kosturi Ypi Zogu I Vërlaci I Vrioni III Noli                                                       | 15 novembre 1920                 | 24 dicembre 1924                 |
| Repubblica albanese (1925-1928)                       |                                         |                                         |                                         | |                                  |                                  |
| vacante                                               | vacante                                 | vacante                                 | vacante                                 | Zogu II Primo governo repubblicano Secondo governo repubblicano Terzo governo repubblicano Quarto governo repubblicano Quinto governo repubblicano | 6 gennaio 1925                   | 1º settembre 1928                |
| Regno d'Albania (1928-1939)                           |                                         |                                         |                                         | |                                  |                                  |
| vacante                                               | vacante                                 | vacante                                 | vacante                                 | Kota I Evangjeli II Evangjeli III Evangjeli IV Frashëri Kota II                                                                                    | 5 settembre 1928                 | 7 aprile 1939                    |
| Protettorato Italiano del Regno d'Albania (1939-1943) |                                         |                                         |                                         | |                                  |                                  |
| vacante                                               | vacante                                 | vacante                                 | vacante                                 | Vërlaci II Merlika Kruja Libohova I | 21 aprile 1939                   | 11 febbraio 1943                 |
|                                                       |                                         | Iljaz Agushi (1882-1943)                | Indipendente                            | Bushati | 12 febbraio 1943                 | 28 aprile 1943                   |
| Libohova II                                           | 11 maggio 1943                          | Iljaz Agushi (1882-1943)                | Indipendente                            | 10 settembre 1943 |                                  |                                  |
| Comitato amministrativo provvisorio                   | Comitato amministrativo provvisorio     | Comitato amministrativo provvisorio     | Comitato amministrativo provvisorio     | Comitato amministrativo provvisorio | 14 settembre 1943                | 4 novembre 1943                  |
| Occupazione tedesca del Regno d'Albania (1943-1944)   |                                         |                                         |                                         | |                                  |                                  |
| vacante                                               | vacante                                 | vacante                                 | vacante                                 | Mitrovica Dine Biçakçiu | 5 novembre 1943                  | 25 ottobre 1944                  |
| Repubblica Popolare Socialista d'Albania (1944-1991)  |                                         |                                         |                                         | |                                  |                                  |
|                                                       |                                         | Myslym Peza (1897-1984)                 | PKSH                                    | Hoxha I | 23 ottobre 1944                  | 21 marzo 1946                    |
|                                                       |                                         | Koçi Xoxe (1911-1949)                   | PPSH                                    | Hoxha II | 22 marzo 1946                    | 1º ottobre 1948                  |
|                                                       |                                         | Tuk Jakova (1914-1959)                  | PPSH                                    | Hoxha III | 23 novembre 1948                 | 16 novembre 1949                 |
|                                                       |                                         | Mehmet Shehu (1913-1981)                | PPSH                                    | Hoxha III | 23 novembre 1948                 | 4 luglio 1950                    |
|                                                       |                                         | Spiro Koleka (1908-2001)                | PPSH                                    | Hoxha III | 17 novembre 1949                 | 4 luglio 1950                    |
|                                                       |                                         | Tuk Jakova (1914-1959)                  | PPSH                                    | Hoxha III | 8 marzo 1950                     | 4 luglio 1950                    |
|                                                       |                                         | Spiro Pano (?-?)                        | PPSH                                    | Hoxha IV | 5 luglio 1950                    | 4 marzo 1951                     |
|                                                       |                                         | Tuk Jakova (1914-1959)                  | PPSH                                    | Hoxha IV | 5 luglio 1950                    | 31 luglio 1953                   |
|                                                       |                                         | Hysni Kapo (1915-1979)                  | PPSH                                    | Hoxha IV | 5 luglio 1950                    | 31 luglio 1953                   |
|                                                       |                                         | Spiro Koleka (1908-2001)                | PPSH                                    | Hoxha IV | 5 luglio 1950                    | 31 luglio 1953                   |
|                                                       |                                         | Mehmet Shehu (1913-1981)                | PPSH                                    | Hoxha IV | 5 luglio 1950                    | 31 luglio 1953                   |
|                                                       |                                         | Gogo Nushi (1913-1970)                  | PPSH                                    | Hoxha IV | 6 settembre 1951                 | 31 luglio 1953                   |
|                                                       |                                         | Manush Myftiu (1919-1997)               | PPSH                                    | Hoxha IV | 11 aprile 1951                   | 9 aprile 1952                    |
|                                                       |                                         | Bedri Spahiu (1908-1998)                | PPSH                                    | Hoxha IV | 10 aprile 1952                   | 31 luglio 1953                   |
|                                                       |                                         | Hysni Kapo (1915-1979)                  | PPSH                                    | Hoxha V | 1º agosto 1953                   | 19 luglio 1954                   |
|                                                       |                                         | Mehmet Shehu (1913-1981)                | PPSH                                    | Hoxha V | 1º agosto 1953                   | 19 luglio 1954                   |
|                                                       |                                         | Tuk Jakova (1914-1959)                  | PPSH                                    | Shehu I | 20 luglio 1954                   | 21 giugno 1955                   |
|                                                       |                                         | Hysni Kapo (1915-1979)                  | PPSH                                    | Shehu I | 20 luglio 1954                   | 3 giugno 1956                    |
|                                                       |                                         | Beqir Balluku (1917-1975)               | PPSH                                    | Shehu I | 20 luglio 1954                   | 3 giugno 1958                    |
|                                                       |                                         | Manush Myftiu (1919-1997)               | PPSH                                    | Shehu I | 20 luglio 1954                   | 3 giugno 1958                    |
|                                                       |                                         | Spiro Koleka (1908-2001)                | PPSH                                    | Shehu I | 6 giugno 1955                    | 3 giugno 1958                    |
|                                                       |                                         | Koço Theodhosi (1913-1977)              | PPSH                                    | Shehu I | 21 giugno 1955                   | 3 giugno 1958                    |
|                                                       |                                         | Gogo Nushi (1913-1970)                  | PPSH                                    | Shehu I | 4 giugno 1956                    | 3 giugno 1958                    |
|                                                       |                                         | Abdyl Këllezi (1919-1977)               | PPSH                                    | Shehu I | 4 giugno 1956                    | 3 giugno 1958                    |
|                                                       |                                         | Beqir Balluku (1917-1975)               | PPSH                                    | Shehu II | 22 giugno 1958                   | 16 luglio 1962                   |
|                                                       |                                         | Abdyl Këllezi (1919-1977)               | PPSH                                    | Shehu II | 22 giugno 1958                   | 16 luglio 1962                   |
|                                                       |                                         | Spiro Koleka (1908-2001)                | PPSH                                    | Shehu II | 22 giugno 1958                   | 16 luglio 1962                   |
|                                                       |                                         | Manush Myftiu (1919-1997)               | PPSH                                    | Shehu II | 22 giugno 1958                   | 16 luglio 1962                   |
|                                                       |                                         | Koço Theodhosi (1913-1977)              | PPSH                                    | Shehu II | 22 giugno 1958                   | 16 luglio 1962                   |
|                                                       |                                         | Abdyl Këllezi (1919-1977)               | PPSH                                    | Shehu III | 17 luglio 1962                   | 16 marzo 1966                    |
|                                                       |                                         | Spiro Koleka (1908-2001)                | PPSH                                    | Shehu III | 17 luglio 1962                   | 16 marzo 1966                    |
|                                                       |                                         | Manush Myftiu (1919-1997)               | PPSH                                    | Shehu III | 17 luglio 1962                   | 16 marzo 1966                    |
|                                                       |                                         | Koço Theodhosi (1913-1977)              | PPSH                                    | Shehu III | 17 luglio 1962                   | 16 marzo 1966                    |
|                                                       |                                         | Beqir Balluku (1917-1975)               | PPSH                                    | Shehu III | 17 luglio 1962                   | 13 settembre 1966                |
|                                                       |                                         | Adil Çarçani (1922-1997)                | PPSH                                    | Shehu III | 28 dicembre 1965                 | 13 settembre 1966                |
|                                                       |                                         | Haki Toska (1920-1994)                  | PPSH                                    | Shehu III | 17 marzo 1966                    | 13 settembre 1966                |
|                                                       |                                         | Beqir Balluku (1917-1975)               | PPSH                                    | Shehu IV | 14 settembre 1966                | 18 novembre 1970                 |
|                                                       |                                         | Adil Çarçani (1922-1997)                | PPSH                                    | Shehu IV | 14 settembre 1966                | 18 novembre 1970                 |
|                                                       |                                         | Haki Toska (1920-1994)                  | PPSH                                    | Shehu IV | 14 settembre 1966                | 18 novembre 1970                 |
|                                                       |                                         | Beqir Balluku (1917-1975)               | PPSH                                    | Shehu V | 19 novembre 1970                 | 28 ottobre 1974                  |
|                                                       |                                         | Adil Çarçani (1922-1997)                | PPSH                                    | Shehu V | 19 novembre 1970                 | 28 ottobre 1974                  |
|                                                       |                                         | Spiro Koleka (1908-2001)                | PPSH                                    | Shehu V | 19 novembre 1970                 | 28 ottobre 1974                  |
|                                                       |                                         | Xhaferr Spahiu (1923-1999)              | PPSH                                    | Shehu V | 19 novembre 1970                 | 28 ottobre 1974                  |
|                                                       |                                         | Abdyl Këllezi (1919-1977)               | PPSH                                    | Shehu VI | 28 ottobre 1974                  | 11 novembre 1976                 |
|                                                       |                                         | Spiro Koleka (1908-2001)                | PPSH                                    | Shehu VI | 28 ottobre 1974                  | 11 novembre 1976                 |
|                                                       |                                         | Adil Çarçani (1922-1997)                | PPSH                                    | Shehu VI | 28 ottobre 1974                  | 26 dicembre 1978                 |
|                                                       |                                         | Xhaferr Spahiu (1923-1999)              | PPSH                                    | Shehu VI | 28 ottobre 1974                  | 26 dicembre 1978                 |
|                                                       |                                         | Petro Dode (1924-?)                     | PPSH                                    | Shehu VI | 11 novembre 1976                 | 26 dicembre 1978                 |
|                                                       |                                         | Manush Myftiu (1919-1997)               | PPSH                                    | Shehu VI | 11 novembre 1976                 | 26 dicembre 1978                 |
|                                                       |                                         | Pali Miska (1931-2009)                  | PPSH                                    | Shehu VI | 11 novembre 1976                 | 26 dicembre 1978                 |
|                                                       |                                         | Adil Çarçani (1922-1997)                | PPSH                                    | Shehu VII | 27 dicembre 1978                 | 18 dicembre 1981                 |
|                                                       |                                         | Manush Myftiu (1919-1997)               | PPSH                                    | Shehu VII | 27 dicembre 1978                 | 18 dicembre 1981                 |
|                                                       |                                         | Qirjako Mihali (1929-2009)              | PPSH                                    | Shehu VII | 27 dicembre 1978                 | 18 dicembre 1981                 |
|                                                       |                                         | Pali Miska (1931-2009)                  | PPSH                                    | Shehu VII | 27 dicembre 1978                 | 18 dicembre 1981                 |
|                                                       |                                         | Manush Myftiu (1919-1997)               | PPSH                                    | Çarçani I | 15 gennaio 1982                  | 23 novembre 1982                 |
|                                                       |                                         | Qirjako Mihali (1929-2009)              | PPSH                                    | Çarçani I | 15 gennaio 1982                  | 23 novembre 1982                 |
|                                                       |                                         | Pali Miska (1931-2009)                  | PPSH                                    | Çarçani I | 15 gennaio 1982                  | 23 novembre 1982                 |
|                                                       |                                         | Manush Myftiu (1919-1997)               | PPSH                                    | Çarçani II | 23 novembre 1982                 | 19 febbraio 1987                 |
|                                                       |                                         | Besnik Bekteshi (?-?)                   | PPSH                                    | Çarçani II | 23 novembre 1982                 | 19 febbraio 1987                 |
|                                                       |                                         | Qirjako Mihali (1929-2009)              | PPSH                                    | Çarçani II | 16 febbraio 1984                 | 6 febbraio 1986                  |
|                                                       |                                         | Besnik Bekteshi (?-?)                   | PPSH                                    | Çarçani III | 20 febbraio 1987                 | 1º agosto 1989                   |
|                                                       |                                         | Hekuran Isai (1933-2008)                | PPSH                                    | Çarçani III | 20 febbraio 1987                 | 1º agosto 1989                   |
|                                                       |                                         | Vangjel Çërrava (1941)                  | PPSH                                    | Çarçani III | 20 febbraio 1987                 | 1º agosto 1989                   |
|                                                       |                                         | Manush Myftiu (1919-1997)               | PPSH                                    | Çarçani III | 20 febbraio 1987                 | 7 luglio 1990                    |
|                                                       |                                         | Simon Stefani (1929-2000)               | PPSH                                    | Çarçani III | 2 agosto 1989                    | 7 luglio 1990                    |
|                                                       |                                         | Pali Miska (1931-2009)                  | PPSH                                    | Çarçani III | 2 agosto 1989                    | 21 febbraio 1991                 |
|                                                       |                                         | Hekuran Isai (1933-2008)                | PPSH                                    | Çarçani III | 8 luglio 1990                    | 21 febbraio 1991                 |
|                                                       |                                         | Fatos Nano (1952)                       | PPSH                                    | Çarçani III | 31 gennaio 1991                  | 21 febbraio 1991                 |
|                                                       |                                         | Shkëlqim Cani (1956)                    | PPSH                                    | Çarçani III | 31 gennaio 1991                  | 21 febbraio 1991                 |
| Nano I                                                | 22 febbraio 1991                        | 10 maggio 1991                          | PPSH                                    | |                                  |                                  |
| Repubblica d'Albania (dal 1991)                       |                                         |                                         |                                         | |                                  |                                  |
|                                                       |                                         | Shkëlqim Cani (1956)                    | PPSH                                    | Nano II | 11 maggio 1991                   | 4 giugno 1991                    |
|                                                       |                                         | Gramoz Pashko (1955-2006)               | PDSH                                    | Bufi | 11 giugno 1991                   | 6 dicembre 1991                  |
|                                                       |                                         | Zyhdi Pepa (?-?)                        | PSSH                                    | Bufi | 11 giugno 1991                   | 6 dicembre 1991                  |
| Ahmeti                                                | 18 dicembre 1991                        | Zyhdi Pepa (?-?)                        | PSSH                                    | 13 aprile 1992 |                                  |                                  |
| Ahmeti                                                | 18 dicembre 1991                        |                                         |                                         | 13 aprile 1992 | Abdyl Xhaja (1945)               | PDSH                             |
|                                                       |                                         | Bashkim Kopliku (1943-2020)             | Meksi I                                 | 13 aprile 1992 | 6 aprile 1993                    | PDSH                             |
|                                                       |                                         | Rexhep Uka (?-?)                        | Meksi I                                 | 13 aprile 1992 | 6 agosto 1993                    | PDSH                             |
|                                                       |                                         | Bashkim Kopliku (1943-2020)             | Meksi II                                | 7 agosto 1993 | 3 dicembre 1994                  | PDSH                             |
|                                                       |                                         | Dashamir Shehu (1957)                   | Meksi III                               | 4 dicembre 1994 | 10 luglio 1996                   | PDSH                             |
|                                                       |                                         | Dylber Vrioni (1946)                    | Meksi III                               | 4 dicembre 1994 | 10 luglio 1996                   | PDSH                             |
|                                                       |                                         | Tritan Shehu (1949)                     | Meksi IV                                | 11 luglio 1996 | 10 marzo 1997                    | PDSH                             |
| vacante                                               | vacante                                 | vacante                                 | vacante                                 | Fino | 11 marzo 1997                    | 27 luglio 1997                   |
|                                                       |                                         | Bashkim Fino (1962-2021)                | PSSH                                    | Nano III | 25 luglio 1997                   | 29 settembre 1998                |
|                                                       |                                         | Ilir Meta (1969)                        | PSSH                                    | Majko I | 2 ottobre 1998                   | 25 ottobre 1999                  |
|                                                       |                                         | Makbule Çeço (1948)                     | PSSH                                    | Meta I | 28 novembre 1999                 | 6 settembre 2001                 |
|                                                       |                                         | Skënder Gjinushi (1949)                 | PSDSH                                   | Meta II | 6 settembre 2001                 | 29 gennaio 2002                  |
| Majko II                                              | 22 febbraio 2002                        | Skënder Gjinushi (1949)                 | PSDSH                                   | 25 luglio 2002 |                                  |                                  |
|                                                       |                                         | Ilir Meta (1969)                        | PSSH                                    | Nano IV | 29 luglio 2002                   | 29 dicembre 2003                 |
|                                                       |                                         | Ermelinda Meksi (1957)                  | PSSH                                    | Nano IV | 29 luglio 2002                   | 29 dicembre 2003                 |
|                                                       |                                         | Namik Dokle (1946)                      | PSSH                                    | Nano V | 29 dicembre 2003                 | 1º settembre 2005                |
|                                                       |                                         | Ilir Rusmali (1965)                     | PDSH                                    | Berisha I | 9 settembre 2005                 | 10 settembre 2009                |
|                                                       |                                         | Ilir Meta (1969)                        | PSSH                                    | Berisha II | 16 settembre 2009                | 10 settembre 2013                |
|                                                       |                                         | Niko Peleshi (1970)                     | PSSH                                    | Rama I | 15 settembre 2013                | 21 maggio 2017                   |
|                                                       |                                         | Ledina Mandia (1974)                    | Indipendente                            | Rama I | 22 maggio 2017                   | 13 settembre 2017                |
|                                                       |                                         | Senida Mesi (1977)                      | PSSH                                    | Rama II | 13 settembre 2017                | 17 gennaio 2019                  |
|                                                       |                                         | Erion Braçe (1972)                      | PSSH                                    | Rama II | 17 gennaio 2019                  | 18 settembre 2021                |
|                                                       |                                         | Arben Ahmetaj (1969)                    | PSSH                                    | Rama III | 18 settembre 2021                | 28 luglio 2022                   |
|                                                       |                                         | Belinda Balluku (1973)                  | PSSH                                    | Rama III | 28 luglio 2022                   | in carica                        |